# The Showgrounds (Sligo)
The Showgrounds es un estadio de fútbol ubicado en la ciudad de Sligo en Irlanda y actualmente es la sede del Sligo Rovers FC.

## Historia
Fue inaugurado en 1928 y era un estadio rentado hasta que en 1968 fue adquirido por el Sligo Rovers FC junto a una fundación compuesta por representantes de la ciudad. Bajo los términos de la compra está que el terreno nunca se puede hipotecar, vender o usar para propósitos comerciales o cualquier cosa diferente del deporte. The Showgrounds está en un terreno de 12 acres (49,000 m²) y el estadio tiene capacidad para 3,873 espectadores.
El 8 de noviembre de 1978 el Sligo inauguró la gradería bajo techo en la semifinal de la FAI League Cup ante Shamrock Rovers. En noviembre de 2001 fue construida una nueva gradería principal por la League Cup ante St. Patrick's Athletic. La gradería es para 1,853 espectadores.
The Showgrounds fue restaurado en el invierno de 2006 cuando fue demolido el campo llamado "Shed". En marzo de 2009 se instaló la iluminación artificial. Dos meses después the Showgrounds recibió el visto bueno para ser sede para los partidos de la liga Europea de la UEFA 2009-10 luego de ampliar la zona de parqueo, además de mejoras en la gradería. Se colocaron 200 asientos adicionales en la gradería roja. Con los trabajos la capacidad aumentó a 2,700 para ser sede en la Europa League.
En julio de 2012 se completó una nueva gradería en el Railway End para 1,323 espectadores. En 2016 el Sligo Rovers promedió en asistencia 2,087 espectadores por partido, la cuarta más alta de la Liga de Irlanda.